# Jack Gantos
Jack Gantos (Mount Pleasant, 2 luglio 1951) è uno scrittore statunitense specializzato in letteratura per ragazzi.

## Biografia
John Bryan Gantos Jr. è nato a Mount Pleasant, in Pennsylvania, nel 1951 e ha conseguito un Bachelor of Fine Arts e un Master of Arts all'Emerson College di Boston.
Ha esordito nel 1976 con l'album illustrato Rotten Ralph avente per protagonista un gatto dispettoso con i disegni dell'allora studente d'arte Nicole Rubel, suo compagno di studi.
Autore di numerosi romanzi e racconti per l'infanzia e young-adult, nel 2012 ha ottenuto la prestigiosa medaglia Medaglia Newbery a coronamento della propria carriera per il romanzo Norvelt: una città noiosa da morire.
Insegnante di scrittura in varie università tra le quali il Vermont College of Fine Arts, vive e lavora con la famiglia a Boston.

## Vita privata
Sposatosi con Anne A. Lower l'11 novembre 1989, la coppia ha avuto una figlia, Mabel.

## Opere

### Serie Rotten Ralph
- Rotten Ralph (1976)
- Worse Than Rotten Ralph (1982)
- Rotten Ralph's Trick Or Treat (1986)
- Happy Birthday, Rotten Ralph (2001)
- Not So Rotten Ralph (1997)
- Rotten Ralph's Halloween Howl (1998)
- Wedding Bells for Rotten Ralph (1999)
- Back to School for Rotten Ralph (1998)
- The Christmas Spirit Strikes Rotten Ralph (1998)
- Rotten Ralph's Rotten Romance (2005)
- Rotten Ralph Helps Out (1980)
- Rotten Ralph's Rotten Christmas (1984)
- Rotten Ralph's Show and Tell (1987)
- Rotten Ralph I Can Read (1999)
- Rotten Ralph's Thanksgiving Wish (1999)
- Practice Makes Perfect for Rotten Ralph (2002)
- Rotten Ralph Feels Rotten (2004)
- Best in Show for Rotten Ralph (2005)
- The Nine Lives of Rotten Ralph (2009)
- Three Strikes for Rotten Ralph (2011)
- Rotten Ralph's Rotten Family (2014)

### Serie Jack Henry
- Heads or Tails: Stories from the Sixth Grade (1994)
- Jack's New Power: Stories from a Caribbean Year (1995)
- Jack's Black Book (1999)
- Jack on the Tracks: Four Seasons of Fifth Grade (1999)
- Jack Adrift: Fourth Grade Without a Clue (2003)

### Serie Joey Pigza
- Joey Pigza Swallowed The Key (1998)
- Joey Pigza Loses Control (2000)
- What Would Joey Do? (2003)
- I Am Not Joey Pigza (2007)
- The Key That Swallowed Joey Pigza (2014)

### Altri romanzi
- Desire Lines (1997)
- The Love Curse of the Rumbaughs (2006)
- Dead End in Norvelt (2011)
- Norvelt: una città noiosa da morire (From Norvelt to Nowhere, 2013), Torino, EDT, 2019 traduzione di Alice Casarini ISBN 978-88-592-5724-0.
- The Trouble in Me (2015)

### Saggi
- Writing Radar: Using Your Journal to Snoop Out and Craft Great Stories (2017)

### Memoir
- Hole in My Life (2004)

## Premi e riconoscimenti
- National Book Award per la letteratura per ragazzi: 1998 finalista con Joey Pigza Swallowed The Key
- Medaglia Newbery: 2012 vincitore con Norvelt: una città noiosa da morire